# الدم المشروك (مسلسل مغربي)
الدم المشروك هو مسلسل درامي مغربي من إنتاج شركة كونيكسيون ميديا ،وإخراج أيوب لهنود. عرض على القناة الثانية خلال رمضان 2025.

## قصة المسلسل
تجتمع ثلاث أخوات لإدارة مشروعهن التجاري،بعد وفاة والدتهن، لكن تبدأ بينهن الخلافات وتتصاعد لتكون أكثر عنفًا ودموية، وبظهور عدة أشخاص في حياتهن؛ من يدعي البراءة ومن يخفي أسرارًا ومن يطمع في الإرث

## أهم شخصيات المسلسل
- رحمة: تؤدي دورها مريم الزعيمي، وهي إحدى الشقيقتين اللتين تحاولان الحفاظ على إرث والدتهما وإدارة المزرعة.
- سعيدة: تلعب دورها دنيا بوطازوت، وتتميز بشخصية قوية وصدامية، ما يجعلها في مواجهة دائمة مع شقيقاتها.
- غيثة: الأخت غير الشقيقة، وتجسدها ساندية تاج الدين، وتدخل على الخط بعد وفاة الأم، مما يخلق توتراً في العلاقات.
- الأم الراحلة: رغم وفاتها في بداية الأحداث، إلا أن شخصيتها القوية تظل حاضرة في الذاكرة الجماعية للعائلة.[4]

## طاقم العمل
- إخراج: أيوب لهناد
- تأليف: هاجر اسماعيل وامين اسماعي

- بطولة:
  - دنيا بوطازوت
  - عبد الله ديدان
  - محمد الخياري
  - مريم الزعيمي
  - سانديا تاج الدين